# Grand Prix Winterthur
Der Grand Prix Winterthur, bis 1997 Hegiberg-Rundfahrt, war ein von 1980 bis 2003 stattfindendes Eintages-Strassenrundrennen mit Start und Ziel im Winterthurer Stadtteil Hegi. Das Rennen war bei den Herren (zeitweise) in der UCI-Kategorie 1.5 und bei den Frauen in der UCI-Kategorie 1.3 eingeteilt.
Rekordsieger bei den Herren waren mit je zwei Siegen Hubert Seiz (1980 und 1982), Jan Koba (1984 und 1988) und Oscar Camenzind (1994 und 1996). Bei den Damen kann Evelyne Müller als alleinige Rekordgewinnerin insgesamt sechs Siege vorweisen.
Veranstalter des Rennens war der RV Winterthur.

## Siegerliste

### Herren
| Jahr | Sieger                                                     | Zweiter                                                    | Dritter                                                    |
| 1980 | Hubert Seiz                                                | Eugen Gähwiler                                             | Jürg Luchs                                                 |
| 1981 | Urs Zimmermann                                             | Peter Wollenmann                                           | Niki Rüttimann                                             |
| 1982 | Hubert Seiz                                                | Roland Zweifel                                             | Siegfried Hekimi                                           |
| 1983 | Gilbert Glaus                                              | Erwin Lienhard                                             | Jürg Luchs                                                 |
| 1984 | Jan Koba                                                   | Acácio Mora Da Silva                                       | Richard Trinkler                                           |
| 1985 | Richard Trinkler                                           | Pius Schwarzentruber                                       | Kurt Steinmann                                             |
| 1986 | Bruno Hürlimann                                            | Daniel Huwyler                                             | Urs Zimmermann                                             |
| 1987 | Acácio Mora Da Silva                                       | Erich Mächler                                              | Bernard Gavillet                                           |
| 1988 | Jan Koba                                                   | Arno Küttel                                                | Richard Trinkler                                           |
| 1989 | Armin Meier                                                | Acácio Mora Da Silva                                       | Stephan Schütz                                             |
| 1990 | Patrick Bieler                                             | Jan Koba                                                   | Ueli Anderwert                                             |
| 1991 | Thomas Boutellier                                          | Daniel Huwyler                                             | Beat Zberg                                                 |
| 1992 | Rolf Gölz                                                  | Roger Schär                                                | Urs Güller                                                 |
| 1993 | Andreas Hubmann                                            | Alberto Elli                                               | Beat Zberg                                                 |
| 1994 | Oscar Camenzind                                            | Beat Zberg                                                 | Kurt Betschart                                             |
| 1995 | nach tödlicher Kollision mit einer Zuschauerin abgebrochen | nach tödlicher Kollision mit einer Zuschauerin abgebrochen | nach tödlicher Kollision mit einer Zuschauerin abgebrochen |
| 1996 | Oscar Camenzind                                            | Pierre Bourquenoud                                         | Rolf Järmann                                               |
| 1997 | Roland Meier                                               | Bruno Risi                                                 | Oscar Camenzind                                            |
| 1998 | Cristian Gasperoni                                         | Pascal Richard                                             | Patrick Vetsch                                             |
| 1999 | Klaus Diewald                                              | Pierre Bourquenoud                                         | Peter Wrolich                                              |
| 2000 | Pierre Bourquenoud                                         | Alexandre Moos                                             | Roger Beuchat                                              |
| 2001 | Beat Zberg                                                 | Pierre Bourquenoud                                         | Daniel Schnider                                            |
| 2002 | Patrik Sinkewitz                                           | Fabian Cancellara                                          | Roman Burkhard                                             |
| 2003 | Xavier Pache                                               | Denis Robin                                                | Renzo Mazzoleni                                            |

### Damen
| Jahr | Sieger                  | Zweiter              | Dritter              |
| 1980 | Jolanda Kalt            |                      |                      |
| 1981 | Rosemarie Schatzmann    |                      |                      |
| 1982 | Evelyne Müller          |                      |                      |
| 1983 | Sandra Kratz-Schumacher |                      |                      |
| 1984 | Stefania Carmine        |                      |                      |
| 1985 | Angelika Darsch         |                      |                      |
| 1986 | Evelyne Müller          | Edith Schönenberger  |                      |
| 1987 | Evelyne Müller          | Luzia Zberg          | Barbara Ganz         |
| 1988 | Edith Schönenberger     | Nicole Hofer-Suter   | Luzia Zberg          |
| 1989 | Evelyne Müller          | Edith Schönenberger  | Barbara Ganz         |
| 1990 | Evelyne Müller          |                      |                      |
| 1991 | Evelyne Müller          | Luzia Zberg          | Beatrice Angele      |
| 1992 | Barbara Ganz            | Karina Skibby        | Evelyne Müller       |
| 1993 | Barbara Ganz            | Luzia Zberg          | Chantal Daucourt     |
| 1994 | Luzia Zberg             | Natalja Kishchuk     | Chantal Daucourt     |
| 1995 | Tanja Klein             | Natalja Yuganiuk     | Yvonne Schnorf-Wabel |
| 1996 | Elena Ogui              | Karin Moebes         | Sandra Krauer        |
| 1997 | Barbara Heeb            | Yvonne Schnorf-Wabel | Karin Moebes         |
| 1998 | Barbara Heeb            | Sigrid Corneo        | Alexandra Bähler     |
| 2000 | Diana Rast              | Yvonne Schnorf-Wabel | Noemi Cantele        |